# Arboretum Mustila

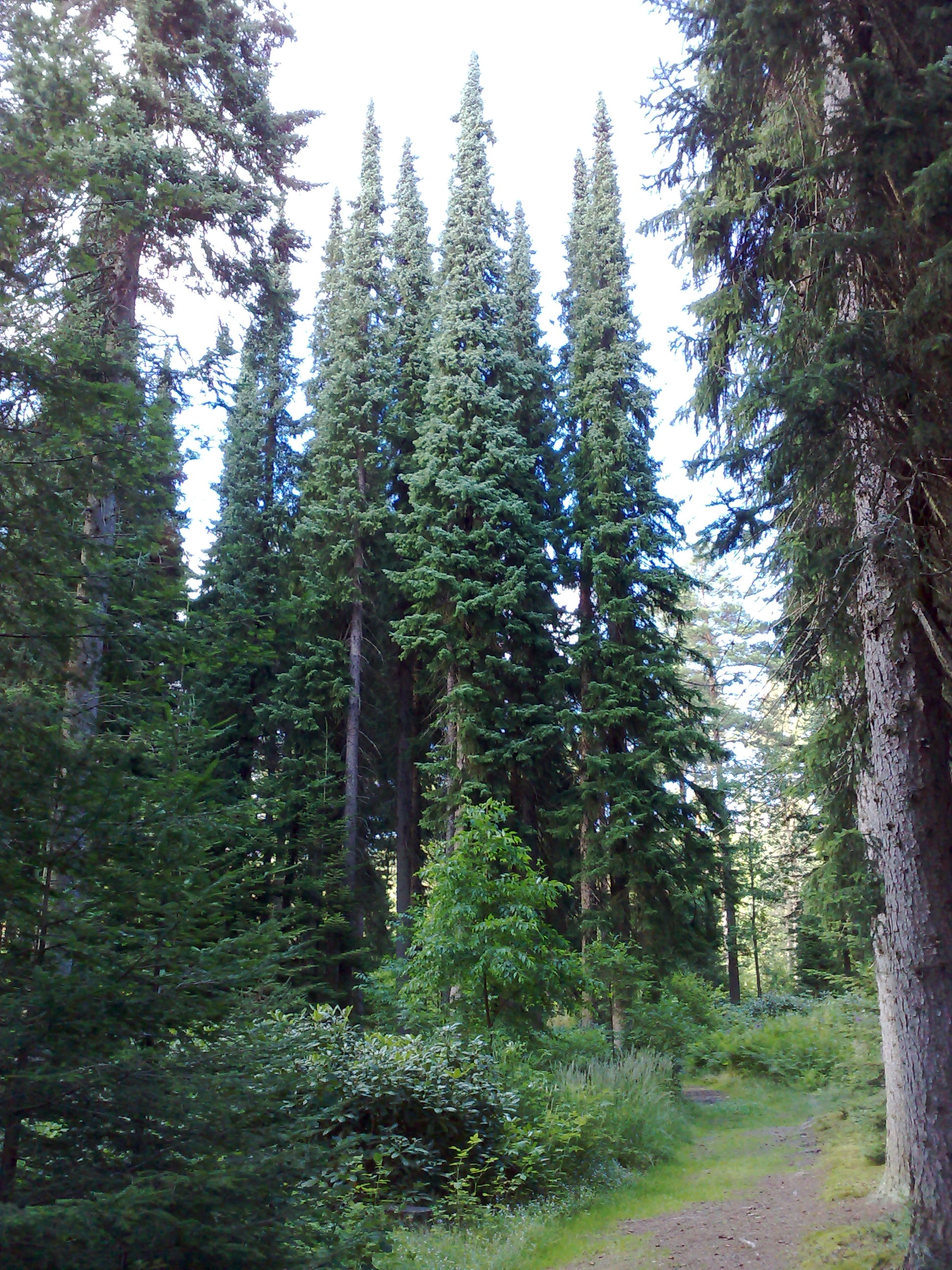
Serbgranar i Arboretum Mustila, 2008

Arboretum Mustila är ett arboretum i anslutning till Mustila gård vid Elimä i landskapet Kymmenedalen i södra Finland. Det grundades 1902 av Axel Fredrik Tigerstedt och är Finlands äldsta och största arboretum. Ytan är 120 hektar.